# Hollywood Babylone
Hollywood Babylone est un livre du cinéaste Kenneth Anger publié dans une version embryonnaire en 1959 par l'éditeur parisien Jean-Jacques Pauvert. La publication du livre dans sa version définitive en 1975 aux États-Unis fut entourée de scandale, le livre fut rapidement interdit. Il révèle la face cachée des célébrités de Hollywood. La version complète de 1975 est publiée en français pour la première fois en 2013 par les   éditions Tristram,.

## Histoires relatées

### Volume 1
Le premier volume, dans sa version actuelle, évoque les sujets suivants :
- la mort par ingestion de mercure de l'actrice Olive Thomas et le scandale qui suivit autour de son mari Jack Pickford ;
- les addictions à la drogue de Juanita Hansen, Alma Rubens et Barbara La Marr ;
- le supposé masochisme sexuel de Mary Nolan ;
- les accusations de viol sur mineures et le procès qui suivit d'Errol Flynn ;
- la mort mystérieuse du producteur Thomas Ince à bord du yacht de William Randolph Hearst ;
- la liaison adultérine de Mary Astor avec l'auteur George S. Kaufman telle qu'elle la raconta dans son journal intime ;
- le déclin des carrières de Mae Murray, Pola Negri, Louise Brooks, Marie Prevost et John Gilbert ;
- les liaisons de Rudolph Valentino ;
- le lesbianisme d'Alla Nazimova ;
- les difficultés de tournage d'Erich von Stroheim ;
- la liaison entre William Randolph Hearst et Marion Davies ;
- le scandale Roscoe Arbuckle-Virginia Rappe ;
- les morts liées à la drogue de Wallace Reid, Judy Garland, et (supposée) Carl « Alfalfa » Switzer ;
- les mariages forcés de Charlie Chaplin avec Mildred Harris et Lita Grey, plus le  scandale de paternité de Joan Barry ;
- le meurtre de William Desmond Taylor et les conséquences sur les carrières de Mabel Normand et Mary Miles Minter ;
- les suicides de Lupe Vélez, Carole Landis, Peg Entwistle, Gwili Andre, Albert Dekker, Lou Tellegen, Bobby Harron, Max Linder, George Sanders, et Clara Blandick ;
- Mae West et les censeurs ;
- les accusations d'échangisme et d'instabilité mentale de Clara Bow ;
- la gloire et la déchéance de Frances Farmer et son parcours dans des hôpitaux psychiatriques ;
- l'homosexualité de Ramon Novarro et son meurtre par des prostitués ;
- les morts mystérieuses de Thelma Todd et Marilyn Monroe ;
- le meurtre du gangster Bugsy Siegel par son amie Virginia Hill et Lucky Luciano, et la mort de l'amant de Lana Turner, Johnny Stompanato poignardé par sa fille alors adolescente Cheryl Crane ;
- le déclin et la mort de Jayne Mansfield ;
- la mort de Lewis Stone,  d'une crise cardiaque après avoir poursuivi des garçons jetant des pierres sur sa maison ;
- le suicide du second mari de Jean Harlow, Paul Bern (illustré de photos de l'actrice nue, d'avant sa célébrité) ;
- la liste noire des Dix d'Hollywood ;
- le meurtre de Sharon Tate par Charles Manson ;
- les poursuites judiciaires envers le magazine à scandale Confidential (en).

### Volume 2
- Les affaires judiciaires de Paul Kelly ;
- le viol dont est accusé Alexander Pantages ;
- un article sur Joseph Patrick Kennedy, ses relations dont une avec Gloria Swanson ;
- l'homosexualité de William Haines ;
- la mafia (par exemple, William Morris Bioff) ;
- Busby Berkeley ;
- les histoires sexuelles de Lionel Atwill ;
- Bill Tilden et ses affaires sexuelles ;
- Affaire du Dahlia noir ;
- la haine entre des acteurs qui devaient parfois s'embrasser (« Odd couple ») ;
- le caractère d'Alfred Hitchcock, Grace Kelly... ;
- la courte vie de Bobby Driscoll ;
- Loretta Young ;
- les suicides (« the magic of self-murder »)
- la drogue